# Alois von Beckh Widmanstätten

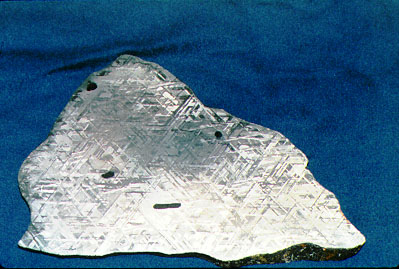
La estructura de Widmanstätten aparece cuando se trata un meteorito metálico con ácido nítrico

El Conde Alois von Beckh Widmanstätten (13 de julio de 1753-10 de junio de 1849) fue un impresor y científico austríaco. Su nombre se cita a veces como Alois von Beckh-Widmannstätten o también como Aloys Beck, Edler von Widmannstätten.

## Vida laboral
Durante su juventud, Widmanstätten aprendió de su padre el oficio de impresor. Su familia poseía derechos de impresión exclusivos en la provincia de Steiermark, pero este privilegio se perdió en 1784, por lo que vendió el negocio en 1807. En 1804 se hizo cargo una fábrica de hilandería en Pottendorf, Austria.
A partir de 1807, fue nombrado responsable de la Fabriksproduktenkabinett, una colección privada de tecnología propiedad del emperador, y en 1808 pasó a dirigir la Fábrica Imperial de Porcelana en Viena.

## Descubrimiento de los patrones de Widmanstätten
En 1808 descubrió por su cuenta y de forma independiente algunos patrones sorprendentes en meteoritos metálicos (que pasarían a llamarse estructuras de Widmanstätten), calentando a la llama una lámina del meteorito de Hraschina. Las diferentes aleaciones de hierro meteorítico formadas por procesos de oxidación a diferentes velocidades cuando se calienta el metal, causan las diferencias de color y lustre que se aprecian.
No publicó su descubrimiento de forma oficial, pero sí hizo una comunicación pública verbal del mismo. Esto fue suficiente para recibir el crédito completo del descubrimiento, y Carl von Schreibers, director del Gabinete Minero y de Zoología de Viena, denominó la estructura con el nombre de Widmanstätten en su honor.
Es un hecho poco conocido que el verdadero descubridor de la estructura de Widmanstätten fue el mineralogista británico William Thomson (1760-1806). De hecho, durante el período que pasó en Nápoles, Thomson descubrió estas marcas bañando un meteorito de Krasnojarsk en ácido nítrico con el fin de eliminar la herrumbre superficial. En 1804, publicó el descubrimiento en francés en la Bibliothèque Britannique, por lo que el crédito del descubrimiento debería haberse asignado a William Thomson debido a la prioridad cronológica.

## Eponimia
- Estructura de Widmanstätten de los meteoritos férricos.
- El cráter Widmannstätten en la Luna.[7]
- El asteroide (21564) Widmanstätten.[8]